# Horisme picta
Horisme picta är en fjärilsart som beskrevs av Butler 1886. Horisme picta ingår i släktet Horisme och familjen mätare. Inga underarter finns listade i Catalogue of Life.